# Peter Bowles
Peter Bowles   (Londres, 16 d'octubre de 1936 - Londres, 17 de març de 2022) fou un actor britànic.

## Biografia
Peter Bowles neix a Londres i segueix estudis a la Nottingham High Pavement Grammar School abans d'aprendre el seu futur ofici d'actor a la Royal Academy of Dramatic Art, de la qual sempre formarà part.

## Filmografia
Filmografia:

### Cinema
- 1966: Blow-Up: Ron
- 1968: La Càrrega de la brigada lleugera: Capità Henry Duberly
- 1969: The Assassination Bureau: L'amant gelós
- 1969: Laughter in the Dark: Paul
- 1971: The Bank Job
- 1972: El delicte (Laughter in the Dark): Inspector Cameron
- 1973: The Legend of Hell House: Hanley
- 1977: Benji es fa estimar (For the Love of Benji): Ronald
- 2014: Lilting: Alain
- 2015: We are tourists

### Televisió
- 1964: The Protectors: Metge Fothergill
- 1964: Danger Man: Gamal
- 1964 - 1967: The Saint: Maurici Kerr / Serge
- 1967: The Avengers (sèrie televisada): Episodi "Remuntem el temps"
- 1967: The Baron: Jim Gaynor
- 1976: Cosmos 1999 (sèrie televisada): Balor - Episodi "A l'extrem de l'eternitat"